# Plays the Compositions of Charlie Mingus
Plays the Compositions of Charlie Mingus è un album di Pepper Adams, pubblicato dalla Jazz Workshop Records nel 1964. 

## Tracce
Brani composti da Charles Mingus
Lato A
1. Fable of Faubus – 4:30 – Registrato il 9 settembre 1963 a New York City, New York
2. Black Light – 3:45 – Registrato il 9 settembre 1963 a New York City, New York
3. Song with Orange – 2:35 – Registrato il 9 settembre 1963 a New York City, New York
4. Carolyn – 5:10 – Registrato il 9 settembre 1963 a New York City, New York
5. Better Git in Your Soul – 4:05 – Registrato il 12 settembre 1963 a New York City, New York

Durata totale: 20:05
Lato B
1. Incarnation – 5:45 – Registrato il 9 settembre 1963 a New York City, New York
2. Portrait – 2:55 – Registrato il 12 settembre 1963 a New York City, New York
3. Haitian Fight Song – 7:55 – Registrato il 12 settembre 1963 a New York City, New York
4. Strollin' Honies – 5:50 – Registrato il 9 settembre 1963 a New York City, New York

Durata totale: 22:25

## Musicisti
A1, A2, A3, A4, B1 e B4
- Pepper Adams - sassofono baritono
- Thad Jones - tromba
- Hank Jones - pianoforte
- Paul Chambers - contrabbasso
- Dannie Richmond (come Danny Richman) - batteria

A5, B2 e B3
- Pepper Adams - sassofono baritono
- Thad Jones - tromba
- Bennie Powell - trombone
- Charles McPherson - sassofono alto
- Zoot Sims - sassofono tenore
- Hank Jones - pianoforte
- Bob Cranshaw - contrabbasso
- Dannie Richmond (come Danny Richman) - batteria